# Heiligenberg (Oberösterreich)
Heiligenberg  ist eine Gemeinde in Oberösterreich im Bezirk Grieskirchen  im Hausruckviertel mit 723 Einwohnern (Stand 1. Jänner 2024). Die Gemeinde liegt im Gerichtsbezirk Eferding.

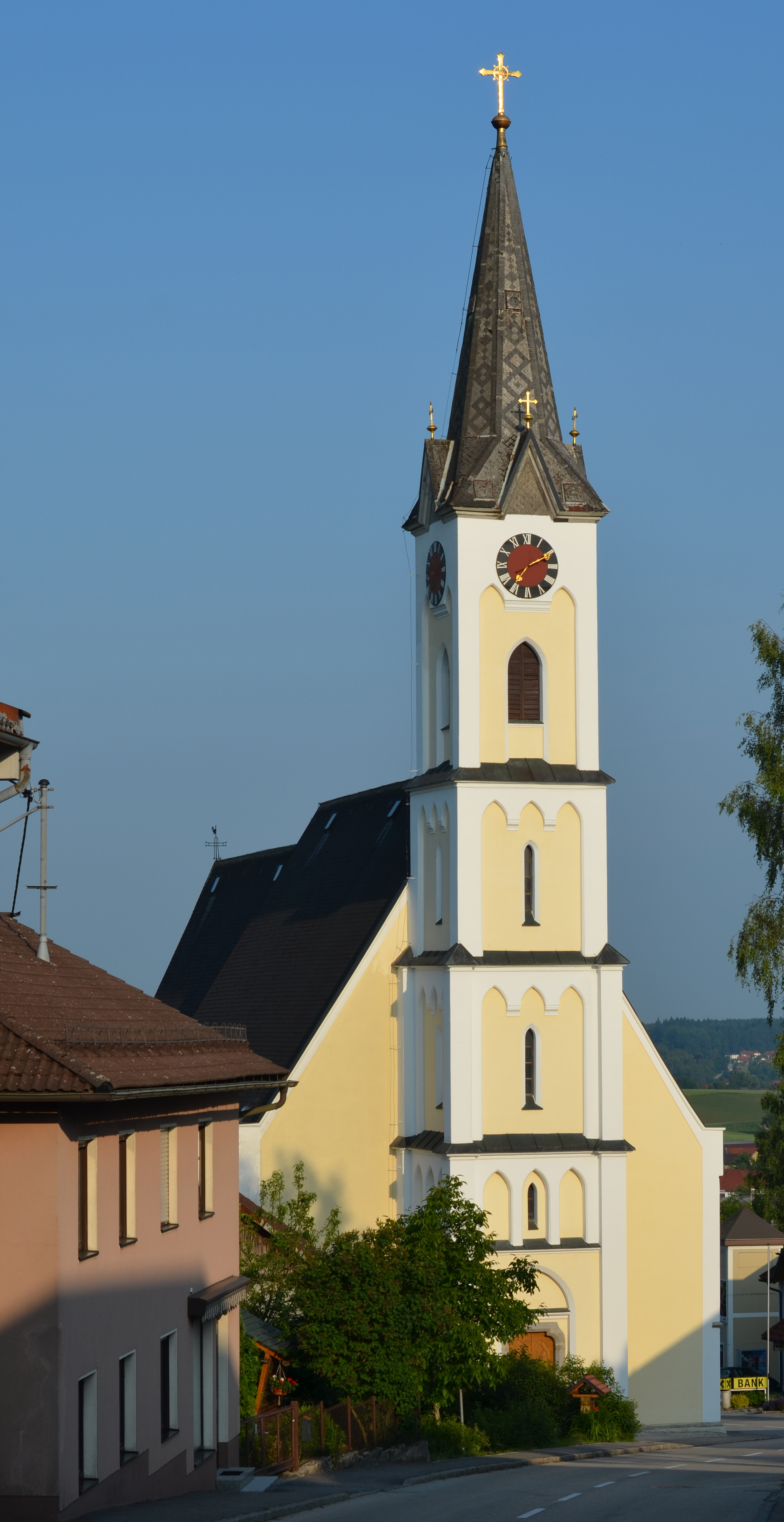
Pfarrkirche Heiligenberg

## Geografie
Heiligenberg liegt auf 398 m Höhe im Hausruckviertel. Die Ausdehnung beträgt von Nord nach Süd 4,6 km, von West nach Ost 5,5 km.  Die Gesamtfläche beträgt 13,9 km², 14,4 % der Fläche sind bewaldet, 79,1 % der Fläche sind landwirtschaftlich genutzt.

### Gemeindegliederung
Das Gemeindegebiet umfasst folgende 17 Ortschaften (in Klammern Einwohnerzahl Stand 1. Jänner 2024):
- Andling (59)
- Au (29)
- Bach (9)
- Bruck (14)
- Eitzenberg (49)
- Freindorf (89)
- Grub (15)
- Haid (36)
- Heiligenberg (272)
- Irrenedt (14)
- Laab (16)
- Maiden (34)
- Moos (11)
- Oberleiten (5)
- Schörgendorf (14)
- Süssenbach (36)
- Wassergraben (21)

Die Gemeinde besteht aus der einzigen Katastralgemeinde Heiligenberg.

### Nachbargemeinden
| Neukirchen am Walde | Eschenau im Hausruckkreis                   | St. Agatha    |
| Peuerbach           | Kompassrose, die auf Nachbargemeinden zeigt |               |
|                     |                                             | Waizenkirchen |

## Geschichte

### Ortsgeschichte
Die erste urkundliche Erwähnung der Gegend stammt aus dem Jahr 777, als die fränkischen Könige das Gebiet besiedelten. Gleichzeitig wurde dieses Askituna genannte Land zwischen Donau und Aschach von den Benediktinern aus Regensburg missioniert.  
Der Ort Prukke (Bruck) wird 1180 urkundlich erwähnt, Andling, Au, Eitzenberg, Freindorf, Laab, Maiden und Schörgendorf werden in einem Urbar von 1371 genannt. Die Gegend des heutigen Ortes Heiligenberg war bis ins 14. Jahrhundert bewaldet. So ist Heiligenberg das zuletzt besiedelte Gebiet der Gemeinde. Die erste schriftliche Erwähnung des Ortsnamens Heiligenberg erfolgte erst im Jahr 1542. Nach Aufzeichnungen aus dem 16. Jahrhundert stand damals die Kirche mit drei Häusern mitten im Wald. Der Bau der Kirche war voraussichtlich in der Zeit von 1447 und 1479. In der Karte von Georg Matthäus Vischer aus dem Jahr 1667 sind Kirche und Ort bereits eingezeichnet. Der Grundbesitz war aufgeteilt, die Herrschaften waren Weidenholz, Peuerbach, Freiling und Innersee, manche Bauern zahlten ihren Tribut an das Stift Engelszell.
In dieser Zeit war Heiligenberg Teil der Pfarre Waizenkirchen, die in der Reformationszeit fast ausschließlich evangelisch war. Zur eigenen Pfarre erhoben wurde Heiligenberg 1783.
Während der Napoleonischen Kriege war der Ort mehrfach besetzt.
Eine eigenständige Gemeinde ist Heiligenberg seit 1882. Seitdem sind die Gemeindegrenzen unverändert geblieben.
Heiligenberg war bis 1923 Teil des Gerichtsbezirkes Waizenkirchen und wurde nach der Auflösung dieses Gerichtsbezirkes dem Gerichtsbezirk Peuerbach zugeschlagen. Gleichzeitig wurde die Gemeinde aus dem Bezirk Eferding herausgelöst und Teil des Bezirks Grieskirchen.

### Einwohnerentwicklung
1991 hatte die Gemeinde laut Volkszählung 699 Einwohner, 2001 dann 708 Einwohner. Da sich die positive Geburtenbilanz und die negative Wanderungsbilanz auch weiterhin beinahe die Waage hielten, blieb die Bevölkerungszahl fast konstant mit 688 im Jahr 2011 und 691 im Jahr 2018.

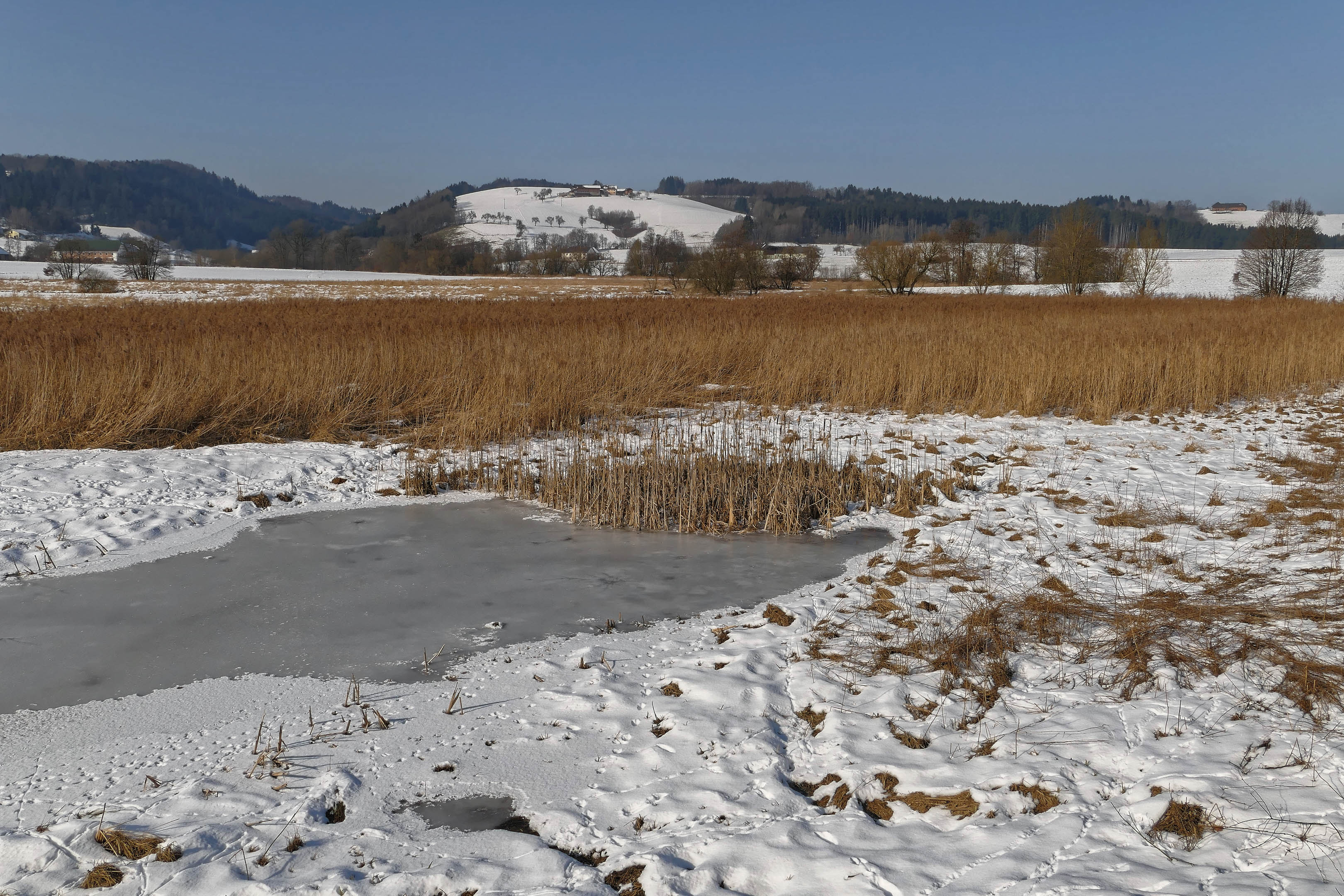
Naturschutzgebiet Koaserin

## Kultur und Sehenswürdigkeiten
- Die Pfarrkirche Heiligenberg ist eine spätgotische Hallenkirche über einem ehemaligen Wallfahrtsbrunnen. Der zweischiffige Kirchenbau ist damit baugleich mit der Pfarrkirche Michaelnbach. Zwei Glocken wurden 1479 gegossen.
- Pfarrhof Heiligenberg
- Parzer Mühle
- Naturschutzgebiet Koaserin

## Wirtschaft und Infrastruktur

### Wirtschaftssektoren
Die Anzahl der landwirtschaftlichen Betriebe nahm von 76 im Jahr 2009 auf 63 im Jahr 2010 ab. Waren 2001 noch 156 Menschen in der Landwirtschaft beschäftigt, so waren es 2011 nur noch 66. Von den 29 Erwerbstätigen im Produktionssektor arbeiteten 24 in der Bauwirtschaft. Im Dienstleistungssektor arbeiteten ebenfalls 29 Personen, überwiegend in sozialen und öffentlichen Diensten sowie im Handel (Stand 2011).

### Berufspendler
Von den 348 Erwerbstätigen, die 2011 in Heiligenberg lebten, arbeiteten 88 in der Gemeinde, drei Viertel pendelten aus.

## Politik

### Gemeinderat
Der Gemeinderat hat 13 Mitglieder.
- Mit den Gemeinderats- und Bürgermeisterwahlen in Oberösterreich 1997 hatte der Gemeinderat folgende Verteilung: 10 ÖVP und 3 FPÖ.
- Mit den Gemeinderats- und Bürgermeisterwahlen in Oberösterreich 2003 hatte der Gemeinderat folgende Verteilung: 11 ÖVP und 2 FPÖ.
- Mit den Gemeinderats- und Bürgermeisterwahlen in Oberösterreich 2009 hatte der Gemeinderat folgende Verteilung: 10 ÖVP und 3 FPÖ.
- Mit den Gemeinderats- und Bürgermeisterwahlen in Oberösterreich 2015 hatte der Gemeinderat folgende Verteilung: 10 ÖVP und 3 FPÖ.
- Mit den Gemeinderats- und Bürgermeisterwahlen in Oberösterreich 2021 hat der Gemeinderat folgende Verteilung: 9 ÖVP und 4 FPÖ.[10]

### Bürgermeister
Die Bürgermeister seit 1882 waren:
- 1882–1888 Georg Sageder
- 1888–1891 Franz Voglhuber
- 1891–1897 Mathias Wagner
- 1897–1909 Michael Mair
- 1909–1917 Franz Parzer
- 1917–1920 Mathias Watzenböck
- 1920–1924 Franz Dieplinger
- 1924–1929 Franz Humer
- 1929–1932 Mathias Humer
- 1932–1938 Karl Humer
- 1938–1944 Franz Öller
- 1944–1945 Josef Andlinger
- 1945–1949 Josef Rennmayr
- 1949–1955 Ferdinand Haslehner
- 1955–1972 Josef Rennmayr
- 1972–1973 Franz Sandberger
- 1973–1991 Johann Zauner-Wagner
- 1991–2015 Karl Roiter (ÖVP)
- seit 2015 Manfred Haslehner (ÖVP)

### Wappen
Blasonierung: „Über blauem Schildfuß in Gold ein roter Dreipass, eingeschlossen von einem roten Ring.“ Die Gemeindefarben sind Gelb-Blau.

## Persönlichkeiten

### Mit der Gemeinde verbundene Persönlichkeiten
- Siegfried A. Fruhauf (* 1976), Filmschaffender